# Trachylaemus
Trachylaemus is een geslacht van vogels uit de familie Lybiidae (Afrikaanse baardvogels). Het geslacht is nauw verwant aan het geslacht Trachyphonus.

## Taxonomie
Dit geslacht werd in 1891 geïntroduceerd door de Duitse vogelkundige Anton Reichenow. De naam is een combinatie van het Oudgriekse τραχυς (trachus), wat ruig of behaard betekent, met λαιμος (laemos), wat keel betekent. 

## Soorten
Het geslacht kent de volgende soorten:
- Trachylaemus goffinii − Westelijke geelsnavelbaardvogel
- Trachylaemus purpuratus − Oostelijke geelsnavelbaardvogel